# ハークスハイム・バイ・ランダウ
ハークスハイム・バイ・ランダウ (独: Herxheim bei Landau) はドイツ連邦共和国 ラインラント＝プファルツ州ズュートリヒェ・ヴァインシュトラーセ郡の町村。ハークスハイム連合自治体 (独: Verbandsgemeinde Herxheim) の行政庁所在地となっている。
ランダウの南東約10 kmに位置する。ドイツワイン街道沿いの街でもある。

## 姉妹都市
- イフラクーム(Ilfracombe) （イギリス ）